# Myrmoteras karnyi
Myrmoteras karnyi är en myrart som beskrevs av Robert E. Gregg 1954. Myrmoteras karnyi ingår i släktet Myrmoteras och familjen myror. Inga underarter finns listade i Catalogue of Life.